# Schloss Lány

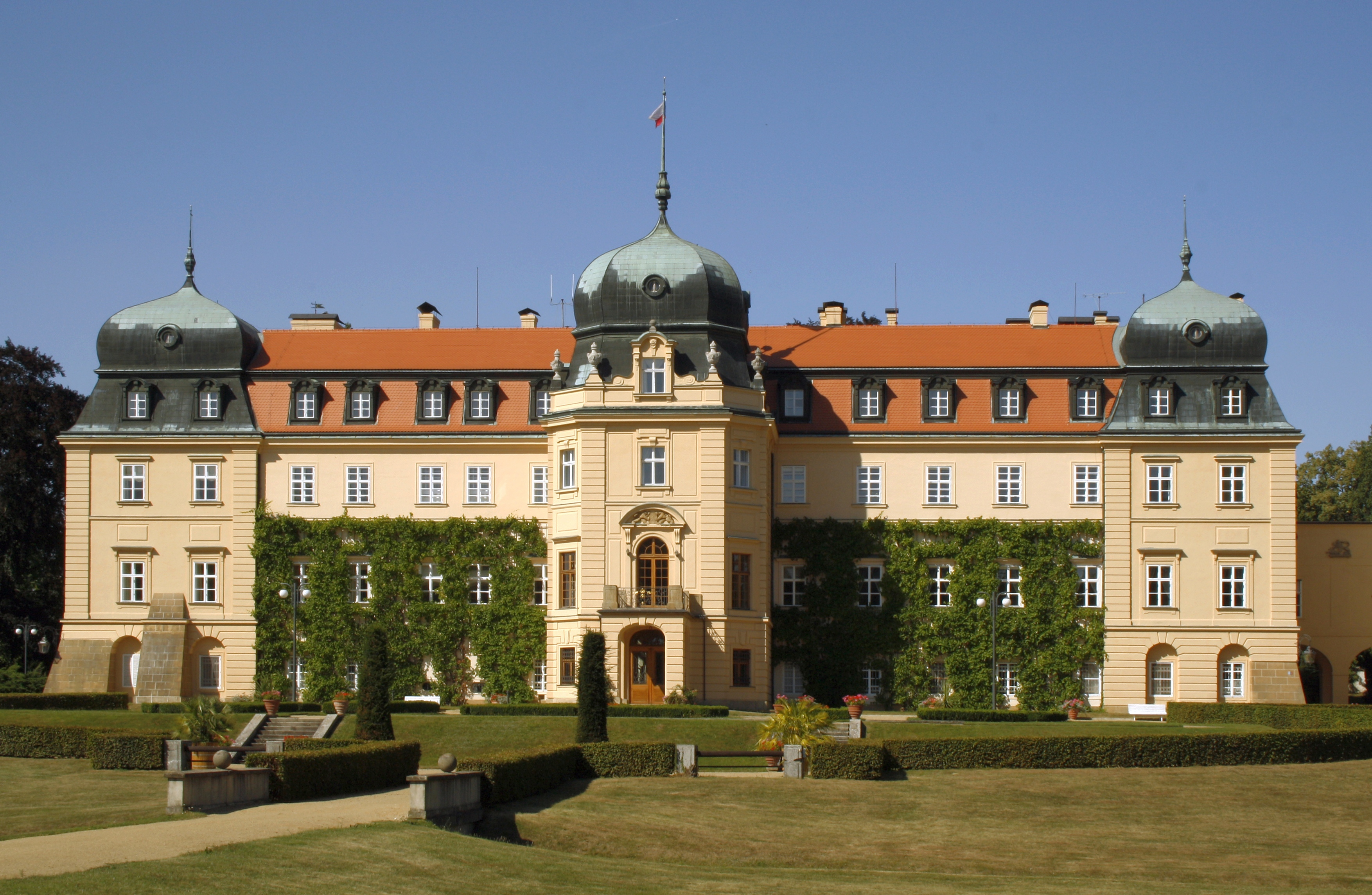
Das Schloss Lány

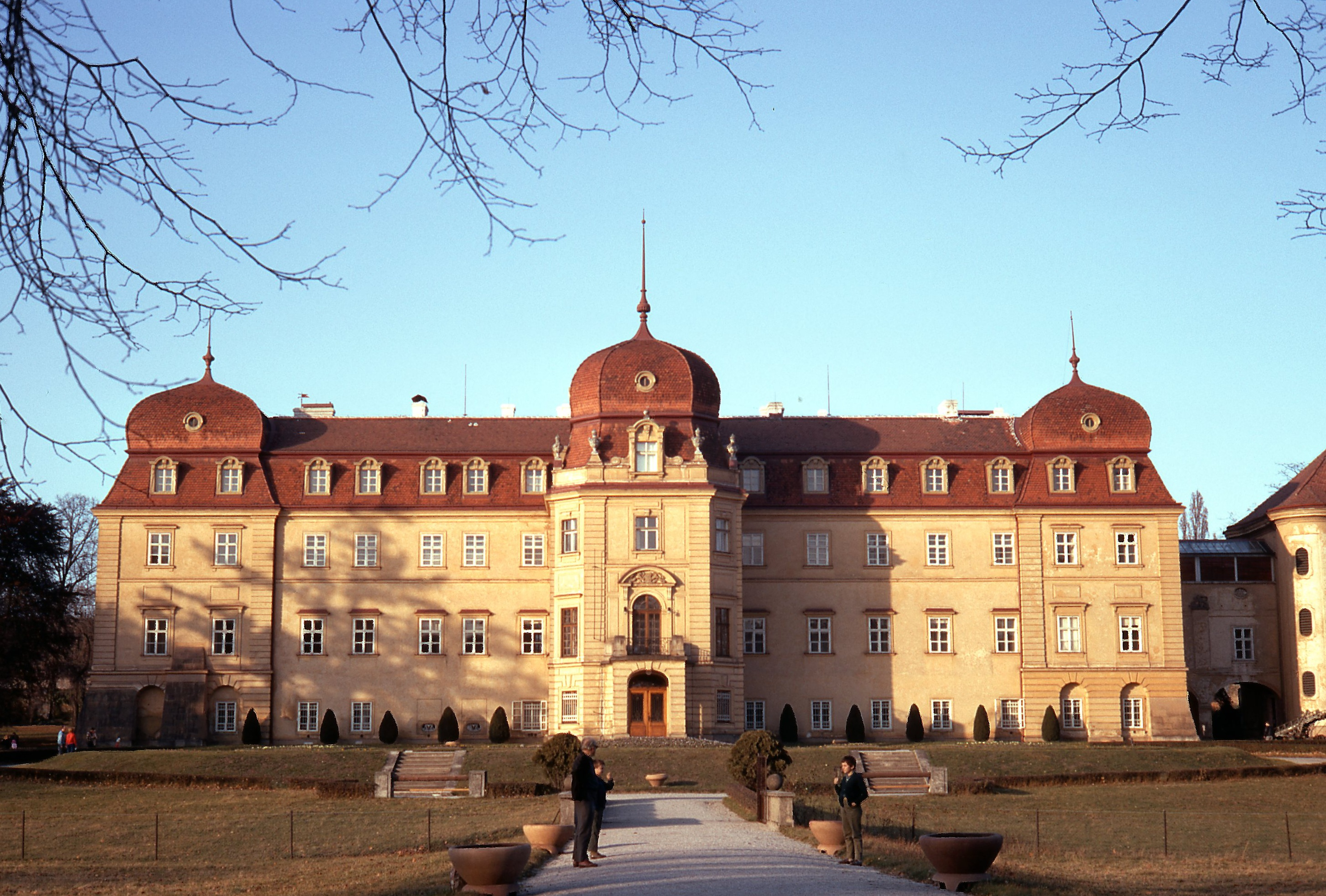
Schloss Lány 1970

Schloss Lány (deutsch Schloss Lana oder Lahn) ist der Sommersitz der Präsidenten der Tschechischen Republik. Das Barockschloss liegt in Lány etwa zehn Kilometer westlich von Kladno. 

## Geschichte
Die erste Erwähnung der Anlage als Veste stammt aus dem Jahre 1392. Sie gehörte zur Kronherrschaft Pürglitz (Křivoklát), welche  Kaiser Leopold I. 1681/85 an Ernst Joseph Graf von Waldstein verkaufte. Johann Joseph Graf von Waldstein vererbte 1731/33 die Herrschaft Pürglitz an seine Tochter und Universalerbin Maria Anna Fürstin zu Fürstenberg, die den Fürsten Joseph geheiratet hatte. Während der Herrschaft der Fürstenberger wurde das Schloss 1902 durch Amand Louis Bauqué und Albert Emilio Pio umgebaut und erhielt sein heutiges Aussehen. 
1921 kaufte der tschechoslowakische Staat das Schloss und es wurde anstelle des Schlosses Hluboš zum Sommersitz des ersten Präsidenten der Republik Tomáš Garrigue Masaryk, der hier auch auf dem Dorffriedhof begraben ist, wo weitere Familienmitglieder später ebenfalls bestattet wurden. Der auch der Öffentlichkeit zugängliche 110 Hektar große Schlosspark stammt aus dem 18. Jahrhundert. An seiner Gestaltung nahm unter anderem in den Jahren 1921–1930 der  slowenische Architekt Jože Plečnik teil. Das Schloss ist für die Öffentlichkeit nicht zugänglich und wird durch die Burgwache gesichert.
In die Geschichte der Beziehungen zwischen der Tschechoslowakei und Österreich ging Schloss Lana durch den Vertrag von Lana ein, der hier am 16. Dezember 1921 abgeschlossen wurde. Am 11. April 2016 wurde Österreichs Bundespräsident Heinz Fischer im Schloss vom tschechischen Präsidenten Miloš Zeman empfangen; es handelte sich um den letzten Staatsbesuch Fischers in seiner zwölfjährigen Amtszeit. Zeman ließ Fischer vom Prager Hauptbahnhof mit einem historischen Salonwagen nach Lana bringen, der bis 1914 von Erzherzog Thronfolger Franz Ferdinand von Österreich-Este in Böhmen benützt worden war.
Im September 2018 kam es auf dem Schloss zu einem Treffen zwischen Miloš Zeman und Steve Bannon.